# Дом-памятник Гончарову

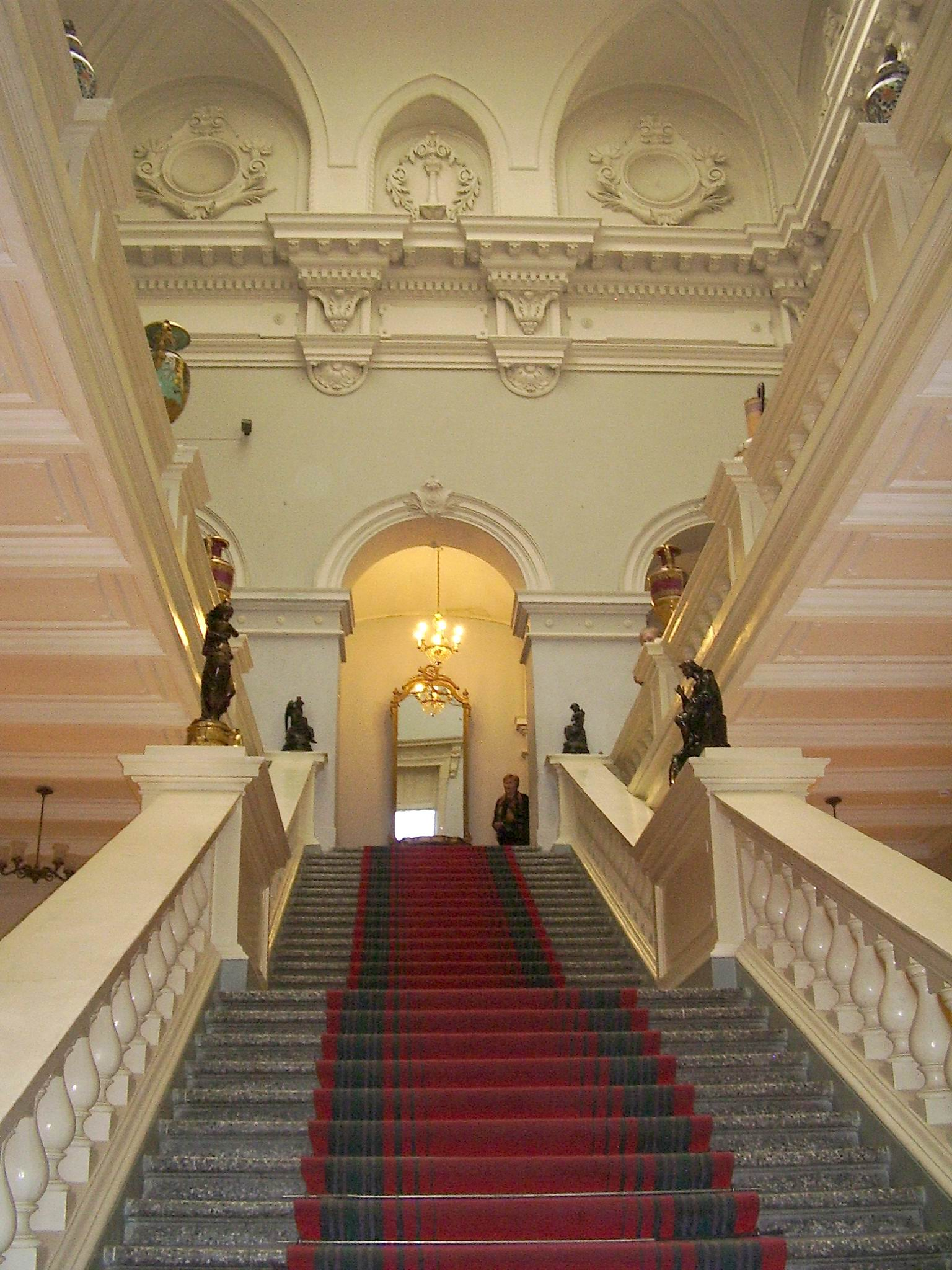
Парадная лестница.

Дом-памятник Гончарову — дом-памятник писателю Ивану Александровичу Гончарову, построенный на средства, собранные по Всероссийской подписке, расположенный по адресу: г. Ульяновск, бульвар Новый Венец, 3/4. С 1974 года — является объектом культурного наследия федерального значения.

## История
В январе 1910 года на заседании Симбирской губернской учёной архивной комиссии была высказана идея создания памятника. В августе 1910 года была разрешена Всероссийская подписка на сооружение памятника. С помощью подписных листов, разосланных по России и за границу, было собрано более 100 тысяч рублей. 6 июня 1912 года, в день рождения И. А. Гончарова, состоялась торжественная закладка здания на Венце. Среди присутствующих находились: архимандрит Назарий (Андреев), предводитель дворянства В. Н. Поливанов, губернатор А. С. Ключарёв, прибывший по поручению Академии наук почётный академик А. Ф. Кони, городской голова Л. И. Афанасьев с членами городской управы и гласными городской думы. В доме должны были разместиться историко-археологический и художественный музеи, общедоступная библиотека, школа промышленного рисования и технического черчения. Проект дома-памятника разрабатывался на конкурсной основе, особое внимание было уделено поиску архитектурно-художественного образа. Проект, разработанный вне конкурса известным симбирским архитектором А. А. Шодэ привлёк внимание комиссии оригинальностью внешнего вида, рациональностью планировки.
Строительство дома-памятника завершилось в 1915 году. Часть первого этажа заняла Карамзинская общественная библиотека, остальная была отдана под лазарет Всероссийского земского союза. В 1918 году в нём разместился Единый народный музей, переименованный позднее в краеведческий. В настоящее время в Доме-памятнике первый этаж занимает — Ульяновский областной краеведческий музей имени И. А. Гончарова, второй — Ульяновский областной художественный музей.

### Охранный статус
Постановлением Совета Министров РСФСР от 04.12.1974 г. № 624 "О дополнении и частичном изменении Постановления Совета Министров РСФСР от 30 августа 1960 г. № 1327 «О дальнейшем улучшении дела охраны памятников культуры в РСФСР» и Приказом Министерства культуры Российской Федерации от 29.12.2012 г. № 2010, Дом-памятник писателю Гончарову Ивану Александровичу является объектом культурного наследия федерального значения, зарегистрирован в едином государственном реестре объектов культурного наследия (памятников истории и культуры) народов Российской Федерации с № 741210002660006.

## Описание
Здание расположено в историческом центре города, на пересечении бульвара Новый Венец и переулка Карамзина (бывшая Дворянская улица). Дом-памятник является одним из лучших памятников, построенных в формах поздней эклектики, внутри которого сохранились многочисленные элементы художественной отделки интерьеров. Выразительно решён главный фасад. Слегка выдвинутый вперед центральный объём оформлен выступающими пилонами, идущими на всю высоту здания и до уровня пят арочного проёма второго этажа. Между ними на первом этаже расположен центральный вход, парадность которого подчеркнута выдвинутыми вперёд невысоким крыльцом, на котором по проекту А. А. Шодэ должны быть установлены два фонаря, и высокой двустворчатой дверью, по обеим сторонам которой установлены небольшие изящные пристенные колонны. Планировка здания построена по принципу трёх нефов, центральному нефу предваряет крупный вестибюль с тремя арками перед широкой лестницей, над которой устроен фонарь на металлических фермах. Слева и справа от центрального зала расположены выставочные залы с аванзалами с восточной стороны. Северный аванзал связан с угловой башней. Планировка второго этажа повторяет планировку первого, за исключение открытой веранды с запада. Помещения залов украшены разнообразной лепниной и оригинальным оформлением дверных проёмов. Лепной декор представлен медальонами, гирляндами, пальмовыми и дубовыми листьями, акантами, тянутыми профилированными карнизами, крупными розетками и другими элементами.

## Галерея

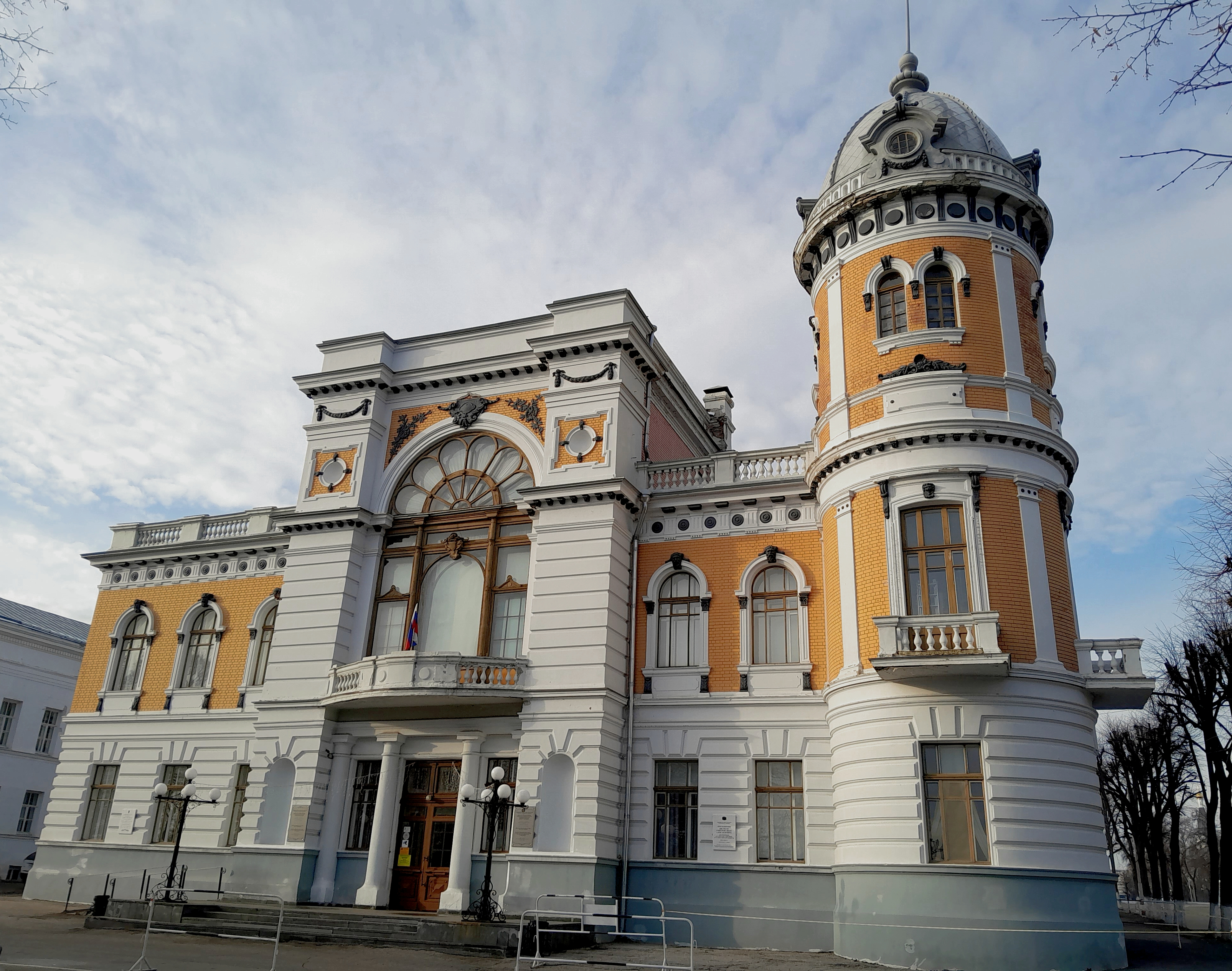
Дом-памятник писателю Гончарову
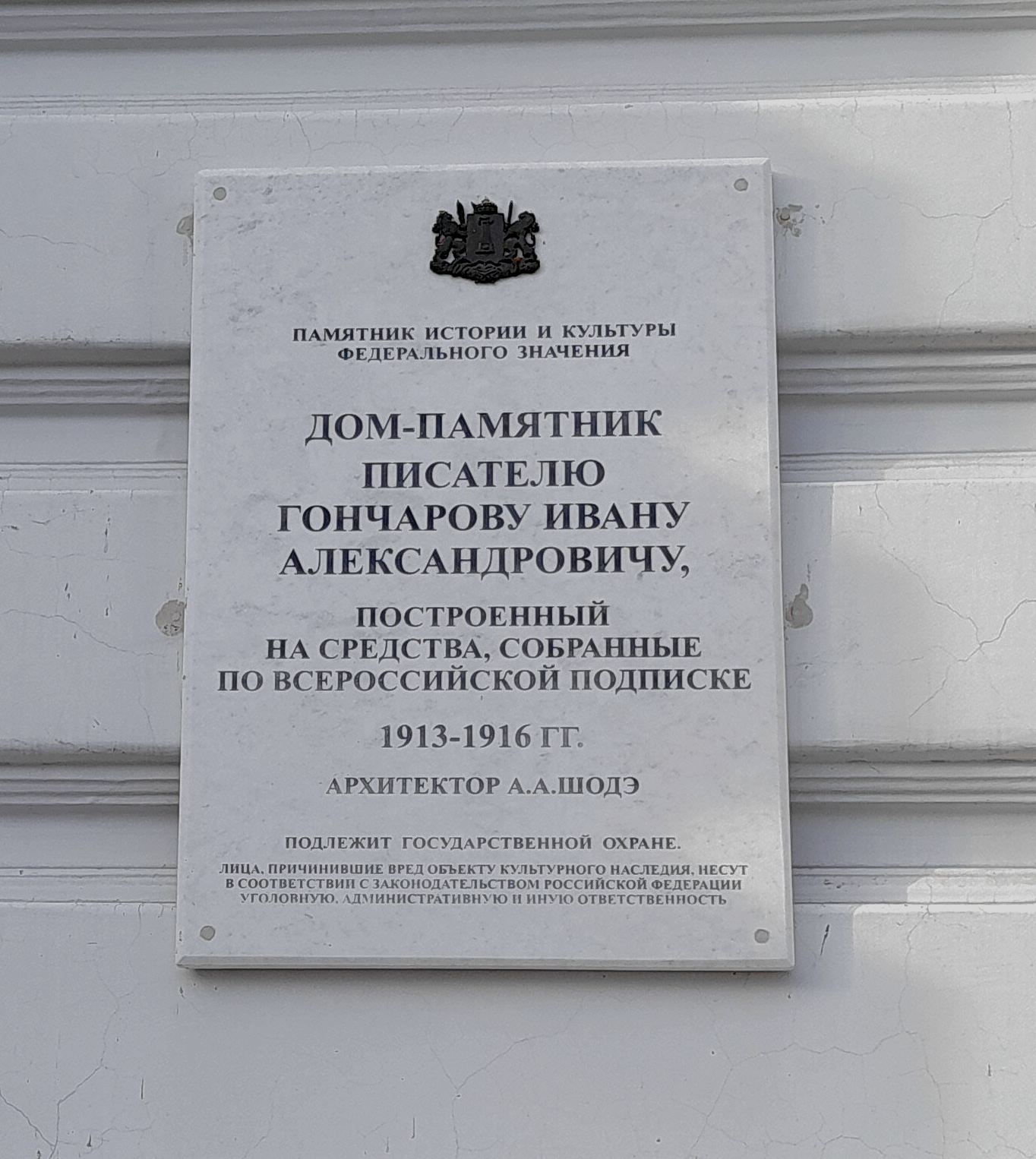
Памятная доска
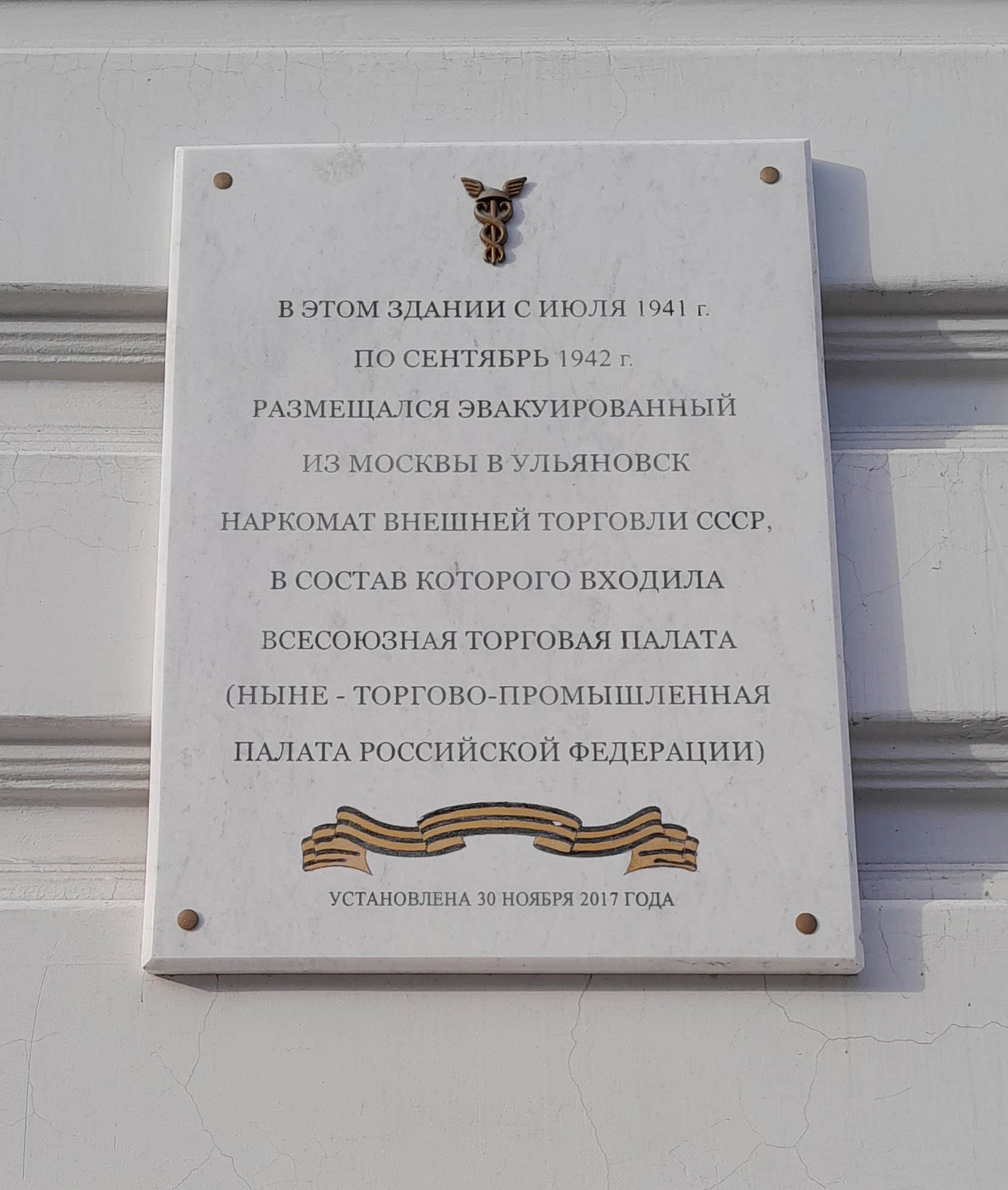
Памятная доска
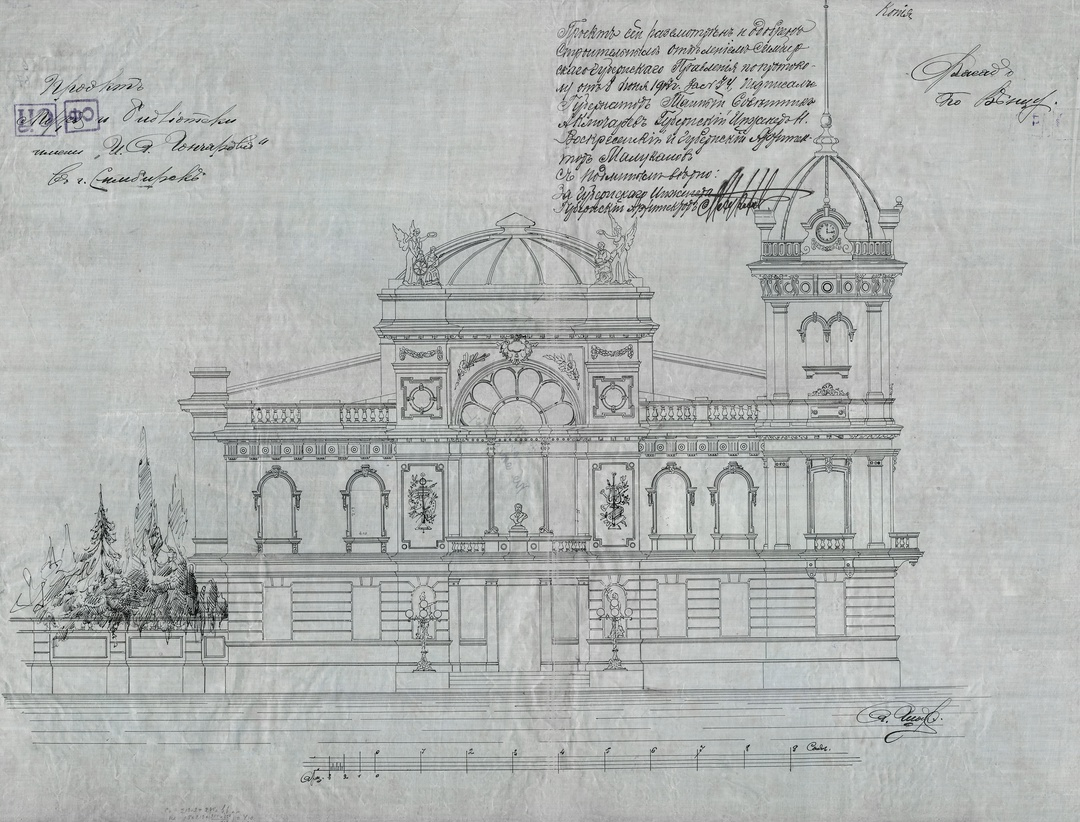
Проект Дома-памятника Гончарову (Шодэ, Август Августович, 1912).

## Дом-памятник в филателии

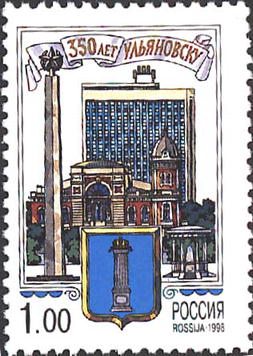
Марка Почта России, 1998 г. № 443. 350 лет Ульяновску
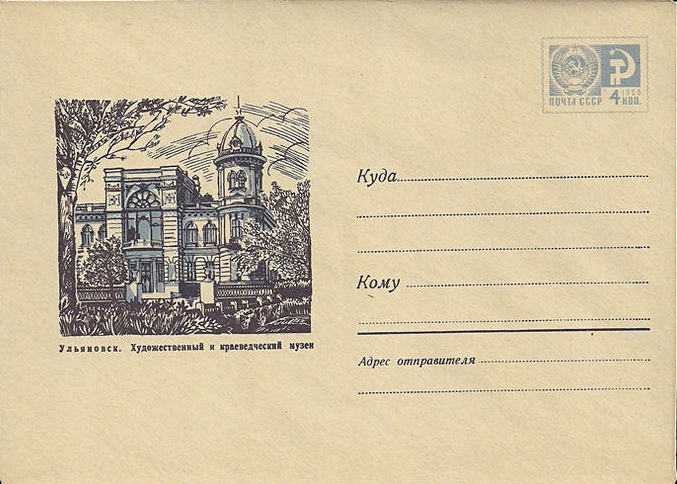
ХМК СССР, 1969 г. Ульяновск. Художественный и краеведческий музеи
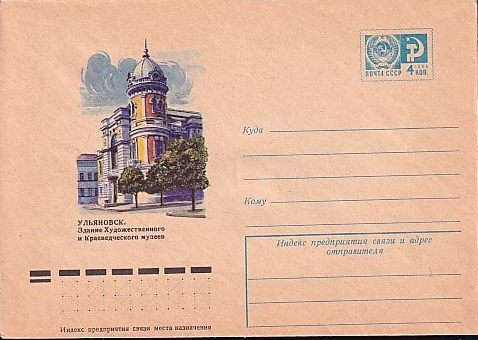
ХМК СССР, 1975 г. Ульяновск. Здание Художественного и Краеведческого музеев
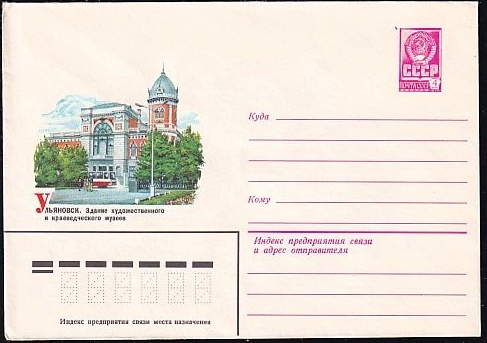
ХМК СССР, 1979. Ульяновск. Здание художественного и краеведческого музеев
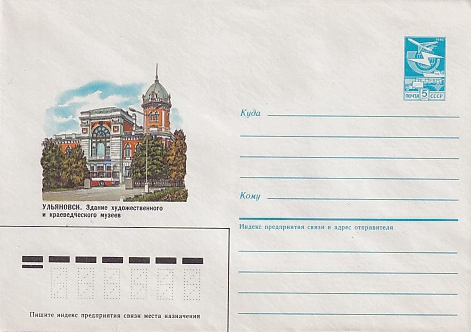
ХМК СССР, 1984. Ульяновск. Здание художественного и краеведческого музеев
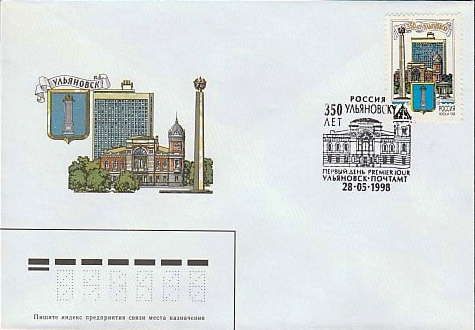
КПД РФ, 1998. 350 лет городу Ульяновск
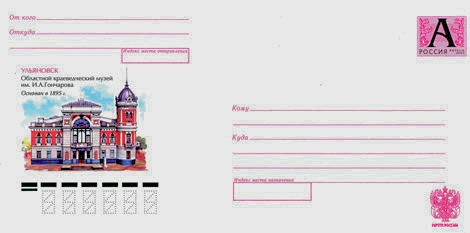
ХМК РФ, 2005 г. Ульяновск. Областной краеведческий музей им. И. А. Гончарова